# Thenea compressa
Thenea compressa är en svampdjursart som beskrevs av Thiele 1898. Thenea compressa ingår i släktet Thenea och familjen Pachastrellidae.
Artens utbredningsområde är havet kring Japan. Inga underarter finns listade i Catalogue of Life.